# Sexto Vário Marcelo
Sexto Vário Marcelo (em latim: Sextus Varius Marcellus, c.165 – c. 215) foi um aristocrata e político romano, mais tarde elevado a senador.

## Família e carreira
Pouco se sabe sobre as origens de Marcelo, além do fato de que nasceu e foi criado na cidade de Apameia, na província romana da Síria, e que foi um cidadão romano da ordem equestre.
Marcelo teve uma longa e distinta carreira política. Esteve presente durante os Jogos Seculares em Roma, em 204. De 200 a 205, assim como aconteceu com Caio Júlio Avito Alexiano, Marcelo não ocupou nenhuma posição política ou militar significativa, provavelmente devido ao imperador romano Lúcio Septímio Severo acreditar que ele seria influenciado pelo prefeito pretoriano Caio Fúlvio Plauciano. Quando Plauciano foi assassinado, em 205, a carreira de Marcelo progrediu.
Entre os anos de 205 e 207, Marcelo atuou como procurador para os aquedutos romanos em Roma, posição geralmente ocupada por romanos de categoria senatorial, e não da ordem equestre. Marcelo recebia cerca de 100 000 sestércios por ano.
Nesta posição, Marcelo demonstrou seu valor e capacidade ao imperador Severo e sua família. Em 208, o imperador o promoveu a procurador da Britânia Romana, cargo em que foi responsável pela arrecadação de impostos para Roma. Nessa função, ele recebia 200 000 sestércios. Mais tarde, foi promovido pelo imperador para administrar as finanças da Britânia Romana, recebendo 300 000 sestércios.
Após a derrota de Clódio Albino por Severo, por volta de 197, Marcelo desempenhou um papel crucial na reestruturação da Britânia, juntamente com o governador Vírio Lupo, com quem estabeleceu as bases para um novo regime, reconfigurando a antiga província em Britânia Superior, sob um governador consular, e Britânia Inferior, com um governo pretoriano. Tal reorganização, que ocorreu entre os anos de 211 e 220, se mostrou fundamental para a estabilidade da região, que até então havia enfrentado saques e interrupções comerciais significativas.

## Casamento e filhos
Marcelo casou-se com a nobre síria romana Júlia Soémia Bassiana, a primeira filha dos poderosos nobres sírios Júlia Mesa e Caio Júlio Avito Alexiano. A tia materna de Soémia era a imperatriz romana Júlia Domna, e seu tio materno, o imperador romano Lúcio Septímio Severo. Seus primos maternos eram os imperadores romanos Caracala e Públio Septímio Geta, sendo ela tia materna do imperador romano Alexandre Severo. Por casamento, Marcelo se tornou parente tanto da Dinastia Severa do Império Romano, quanto da família real de Emesa, na Síria.
Seu casamento pode ter ocorrido em 192 ou 194, ou talvez por volta de 200, podendo ter sido arranjado para fortalecer a posição de Lúcio Septímio Severo no Oriente romano. Juntos, Soémia e Marcelo tiveram os seguintes filhos, nascidos e criados em Roma:
- Um filho, de nome desconhecido,[9] primeiro filho do casal. Recebeu o nome do pai de Marcelo, também desconhecido.[2]
- Sexto Vário Avito Bassiano,[10] que se tornou o imperador romano severiano Heliogábalo,[4] entre os anos de 218 e 222.[5]